# 塞舌尔山国家公园
塞舌尔山国家公园是塞舌尔最大的一座国家公园，位于塞舌尔主要岛屿马埃岛，园内塞舌尔山是塞舌尔最高峰。塞舌尔山国家公园有10公里长，2到4公里宽，包括一个长约15公里的山路，面积3045公顷，于1979年建立。